# Rudolf Reitler
Rudolf Reitler (1865-1917) est un médecin et psychanalyste autrichien.
Cofondateur de la Société psychologique du mercredi avec Sigmund Freud, Alfred Adler, Wilhelm Stekel et Max Kahane.
Il est issu d'une famille de la bourgeoisie catholique viennoise. Médecin des cures thermales, il fut le premier praticien de la psychanalyse après Freud et demeura toute sa vie membre de la Société psychanalytique de Vienne.
Entre 1910 et 1914, il collabore à la Zentralblatt für Psychoanalyse ainsi qu'au Internationale Zeitschrift für Psychoanalyse (en 1913 : Zur Augensymbolik ; Zur Genital- und Sekret-Symbolik ; Zur Wind- und Pistolensymbolik . En 1917 : Eine anatomisch-künstlerische Fehlleistung Leonardos da Vinci)
En 1910, il participe au symposium de la société psychanalytique de Vienne. Le symposium avait pour thème le suicide ; ses actes sont publiés en anglais en 1967.